# 441 (numero)
Quattrocentoquarantuno (441) è il numero naturale dopo il 440 e prima del 442.

## Proprietà matematiche
- È un numero dispari.
- È un numero composto, con 9 divisori: 1, 3, 7, 9, 21, 49, 63, 147, 441. Poiché la somma dei suoi divisori (escluso il numero stesso) è 300 < 441, è un numero difettivo.
- È un quadrato perfetto, infatti 21x21 = 212 = 441.
- È un numero di Harshad nel sistema numerico decimale.
- È un numero ottagonale centrato.
- È un numero rifattorizzabile.
- È un numero palindromo nel sistema di numerazione posizionale a base 20 (121).
- È un numero di Ulam.
- È un numero potente.
- È parte delle terne pitagoriche (112, 441, 455), (420, 441, 609), (441, 588, 735), (441, 1160, 1241), (441, 1512, 1575), (441, 1960, 2009), (441, 3588, 3615), (441, 4620, 4641), (441, 10800, 10809), (441, 13888, 13895), (441, 32412, 32415), (441, 97240, 97241).
- È un numero malvagio.

## Astronomia
- 441P/PANSTARRS è una cometa periodica del sistema solare.
- 441 Bathilde è un asteroide della fascia principale del sistema solare.
- NGC 441 è una galassia spirale della costellazione dello Scultore.

## Astronautica
- Cosmos 441 è un satellite artificiale russo.